# 9580 Тарумі
9580 Тарумі (9580 Tarumi) — астероїд головного поясу, відкритий 4 жовтня 1989 року.
Тіссеранів параметр щодо Юпітера — 3,367.
Названо на честь Тарумі (яп. たるみ(垂水) тарумі).